# Khosro Heydari
Khosro Heydari (en persa: خسرو حیدری‎; Teherán, Irán, 14 de septiembre de 1983) es un exjugador y actual entrenador de fútbol iraní. En su etapa como jugador profesional se desempeñaba como lateral derecho.

## Selección nacional
Fue internacional con la selección iraní en 59 ocasiones.

### Participaciones en Copas del Mundo
| Mundial                        | Sede   | Resultado      | Partidos | Goles |
| ------------------------------ | ------ | -------------- | -------- | ----- |
| Copa Mundial de Fútbol de 2014 | Brasil | Fase de grupos | 3        | 0     |

### Participaciones en Copas Asiáticas
| Copa               | Sede      | Resultado        | Partidos | Goles |
| ------------------ | --------- | ---------------- | -------- | ----- |
| Copa Asiática 2011 | Catar     | Cuartos de final | 3        | 0     |
| Copa Asiática 2015 | Australia | Cuartos de final | 2        | 0     |

## Clubes

### Como jugador
| Club           | País | Año       |
| -------------- | ---- | --------- |
| FC Aboomoslem  | Irán | 2002-2004 |
| Paykan FC      | Irán | 2004-2005 |
| PAS Teherán FC | Irán | 2005-2008 |
| Esteghlal FC   | Irán | 2008-2010 |
| Sepahan FC     | Irán | 2010-2011 |
| Esteghlal FC   | Irán | 2011-2019 |

### Como entrenador
| Club                     | País | Año       |
| ------------------------ | ---- | --------- |
| Esteghlal FC (asistente) | Irán | 2022-2023 |

## Palmarés

### Como jugador

#### Campeonatos nacionales
| Título          | Club         | País | Año  |
| --------------- | ------------ | ---- | ---- |
| Iran Pro League | Esteghlal FC | Irán | 2009 |
| Iran Pro League | Sepahan FC   | Irán | 2011 |
| Copa Hazfi      | Esteghlal FC | Irán | 2012 |
| Iran Pro League | Esteghlal FC | Irán | 2013 |
| Copa Hazfi      | Esteghlal FC | Irán | 2018 |

#### Distinciones individuales
| Distinción                                     | Año  |
| ---------------------------------------------- | ---- |
| Parte del equipo del año de la Iran Pro League | 2013 |

### Como entrenador asistente

#### Campeonatos nacionales
| Título            | Club         | País | Año  |
| ----------------- | ------------ | ---- | ---- |
| Supercopa de Irán | Esteghlal FC | Irán | 2022 |